# دوبلین (اوهایو)
دوبلین(به انگلیسی: Dublin) شهری در ایالت اوهایو کشور ایالات متحده آمریکا است که جمعیت آن در سرشماری سال ۲۰۱۰ میلادی، ۴۱٬۷۵۱ نفر بوده‌است.